# Thomas Benjamin Fitzpatrick
Thomas Benjamin Fitzpatrick, né en 1896 et mort en 1974, est un homme politique américain. Il est gouverneur des Samoa américaines du 15 au 20 janvier 1936.